# Liste der Fahnenträger der zyprischen Mannschaften bei Olympischen Spielen
Die Liste der Fahnenträger der zyprischen Mannschaften bei Olympischen Spielen listet chronologisch alle Fahnenträger zyprischer Mannschaften bei den Eröffnungsfeiern Olympischer Spiele auf.

## Liste der Fahnenträger
| Mannschaft             | Veranstaltung | Fahnenträger (EF)             | Fahnenträger (AF)        |
| ---------------------- | ------------- | ----------------------------- | ------------------------ |
| 1980 in Lake Placid    | Winterspiele  | Andreas Pilavakis             |                          |
| 1980 in Moskau         | Sommerspiele  | Kostas Papakostas             |                          |
| 1984 in Sarajevo       | Winterspiele  |                               |                          |
| 1984 in Los Angeles    | Sommerspiele  | Marios Kassianidis            |                          |
| 1988 in Calgary        | Winterspiele  | Karolina Fotiadou             |                          |
| 1988 in Seoul          | Sommerspiele  | Mikhalakis Tymbios            |                          |
| 1992 in Albertville    | Winterspiele  | Sokratis Aristodimou          |                          |
| 1992 in Barcelona      | Sommerspiele  | Marios Hadjiandreou           |                          |
| 1994 in Lillehammer    | Winterspiele  | Karolina Fotiadou             |                          |
| 1996 in Atlanta        | Sommerspiele  | Anninos Markoullidis          |                          |
| 1998 in Nagano         | Winterspiele  | Andreas Vasili                |                          |
| 2000 in Sydney         | Sommerspiele  | Antonis Andreou               |                          |
| 2002 in Salt Lake City | Winterspiele  | Theodoros Christodoulou       | Theodoros Christodoulou  |
| 2004 in Athen          | Sommerspiele  | Georgios Achilleos            | Andreas Kariolou         |
| 2006 in Turin          | Winterspiele  | Theodoros Christodoulou       | Theodoros Christodoulou  |
| 2008 in Peking         | Sommerspiele  | Georgios Achilleos            | Andri Eleftheriou        |
| 2010 in Vancouver      | Winterspiele  | Christopher Papamichalopoulos | Sophia Papamichalopoulos |
| 2012 in London         | Sommerspiele  | Marcos Baghdatis              | Chrystalleni Trikomiti   |
| 2014 in Sotschi        | Winterspiele  | Constantinos Papamichael      | Alexandra Taylor         |
| 2016 in Rio de Janeiro | Sommerspiele  | Pavlos Kontides               | Leontia Kallenou         |
| 2018 in Pyeongchang    | Winterspiele  | Dinos Lefkaritis              | Dinos Lefkaritis         |
| 2020 in Tokio          | Sommerspiele  | Andri Eleftheriou             | Volunteer                |
| 2020 in Tokio          | Sommerspiele  | Milan Traikovits              | Volunteer                |
| 2022 in Peking         | Winterspiele  | Giannos Kougioumtzian         | Volunteer                |
| 2024 in Paris          | Sommerspiele  | Elena Kulichenko              | Vera Tugolukova          |
| 2024 in Paris          | Sommerspiele  | Milan Traikovits              | Vera Tugolukova          |

Anmerkung: (EF) = Eröffnungsfeier, (AF) = Abschlussfeier

## Statistik
| Rang    | Sportart                   | EF | AF | ∑  |
| ------- | -------------------------- | -- | -- | -- |
| 1       | Leichtathletik             | 6  | 1  | 7  |
| 2       | Schießen                   | 5  | 1  | 6  |
| 3       | Segeln                     | 1  | 1  | 2  |
| 3       | Rhythmische Sportgymnastik | 0  | 2  | 2  |
| 5       | Judo                       | 1  | 0  | 1  |
| 5       | Tennis                     | 1  | 0  | 1  |
| 5       | Volunteer                  | 0  | 1  | 1  |
| Gesamt: | Gesamt:                    | 14 | 6  | 20 |

| Rang    | Sportart  | EF | AF | ∑  |
| ------- | --------- | -- | -- | -- |
| 1       | Ski Alpin | 10 | 4  | 14 |
| 2       | Volunteer | 0  | 1  | 1  |
| Gesamt: | Gesamt:   | 10 | 5  | 15 |

| Rang    | Sportart                   | EF | AF | ∑  |
| ------- | -------------------------- | -- | -- | -- |
| 1       | Ski Alpin                  | 10 | 4  | 14 |
| 2       | Leichtathletik             | 6  | 1  | 7  |
| 3       | Schießen                   | 5  | 1  | 6  |
| 4       | Segeln                     | 1  | 1  | 2  |
| 4       | Rhythmische Sportgymnastik | 0  | 2  | 2  |
| 4       | Volunteer                  | 0  | 2  | 2  |
| 7       | Judo                       | 1  | 0  | 1  |
| 7       | Tennis                     | 1  | 0  | 1  |
| Gesamt: | Gesamt:                    | 24 | 11 | 35 |